# Trophée Chappell-Hadlee
Pour les articles homonymes, voir Chappell (homonymie).
Le trophée « Chappell-Hadlee » (en anglais Chappell-Hadlee Trophy) est un trophée de cricket mettant aux prises les équipes d'Australie et de Nouvelle-Zélande au cours de série de matchs disputés au format One-day International. La première édition s'est déroulée en décembre 2004. Il est également mis en jeu lors des rencontres entre les deux sélections au cours des éditions 2011 et 2015 de la Coupe du monde.

## Nom

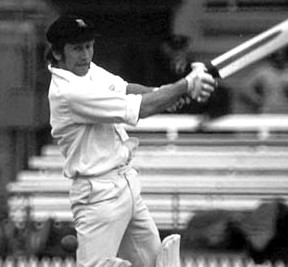
Ian Chappell fait partie d'une des deux grandes familles de joueurs de cricket ayant donné leur nom au trophée.

Le nom du trophée associe deux grandes familles de joueurs de cricket. Les « Chappell », Ian, Greg et Trevor sont trois internationaux australiens, Ian et Greg ayant été capitaines de l'équipe d'Australie. Les « Hadlee » sont une famille d'internationaux néo-zélandais : se sont Walter Hadlee et ses trois fils Barry, Dayle et Sir Richard Hadlee.

## Historique

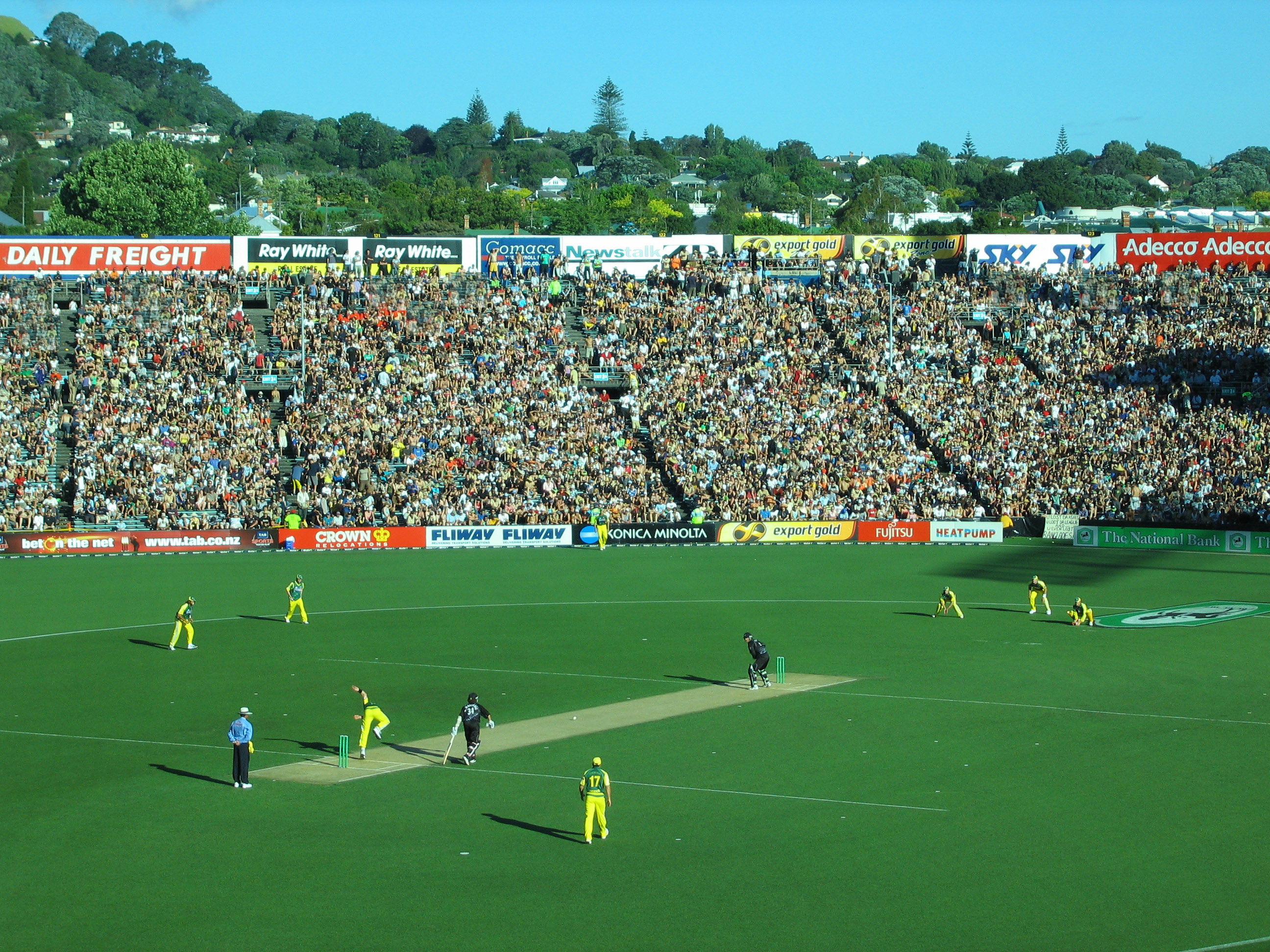
Rencontre du trophée Chappell-Hadlee, 2005.

## Palmarès
| Saison    | Pays hôte        | Matchs | Vainqueur        | Résultat |
| --------- | ---------------- | ------ | ---------------- | -------- |
| 2004-2005 | Australie        | 3      | Pas de vainqueur | 1-1      |
| 2005-2006 | Nouvelle-Zélande | 3      | Australie        | 2-1      |
| 2006-2007 | Nouvelle-Zélande | 3      | Nouvelle-Zélande | 3-0      |
| 2007-2008 | Australie        | 3      | Australie        | 2-0      |
| 2008-2009 | Australie        | 5      | Pas de vainqueur | 2-2      |
| 2009-2010 | Nouvelle-Zélande | 5      | Australie        | 3-2      |
| 2010-2011 | Inde             | 1      | Australie        | 1-0      |